# Bjerreds Saltsjöbad
Bjerreds Saltsjöbad eller Bjärreds Saltsjöbad er en badeanstalt i Øresund ud for Bjärred i Skåne i Sverige.
Der har været badehus i Bjärred siden midten af det 19. århundrede, og da jernbanen fra Lund til Bjärred indviedes i begyndelsen af det 20. århundrede forvandledes Bjärred til et populært badested. Der kunne være op til 5.000 besøgende i weekenden, da Bjärred på det tidspunkt udover badeanstalten også havde hotel og restaurant. Jerbanelinjen nedlagdes efter kun ti år, og 2. verdenskrig samt tidens tand gjorde sit til, at den tidligere glans forsvandt over stedet. Det gamle badehus forsvandt under en brand i 1950.
I dag er Bjerreds Saltsjöbad genopbygget takket være bjärredboen Gottfried Grunewald, og ligger for enden af den 574 meter lange badebro ude i Øresund.